# Grochowscy herbu Bończa
Grochowscy herbu Bończa – polski ród szlachecki.
Gniazdem rodziny była wieś Grochowo w powiecie konińskim. Część wsi jeszcze w 1580 roku należała do rodziny.
Niesiecki wspomina o Mikołaju Grochowskim, kanoniku poznańskim, proboszczu konińskim, którego nagrobek widział w Koninie. Kanonikiem kaliskim w 1569 roku był Stanisław Grochowski, dziedzic Sierzchowa. Adam Grochowski był dworzaninem prymasów Maciejowskiego i Baranowskiego w latach 1604 -1615.